# Iszagorasz
Iszagorasz (ógörögül: Ἰσαγόρας) az athéni arisztokráciának egyik kimagasló alakja volt az i. e. 6. században.
Hippiasz bukása, i. e. 510 után Kleiszthenésszel a főhatalomért küzdött, i. e. 508-ban meg is választották arkhón epónümosznak. Kleiszthenész azonban ellenállt, Iszagorasz pedig elvesztette a nép kegyét és I. Kleomenész spártai királyhoz fordult segítségért, aki az arisztokraták uralmát Athénban minden áron fenn akarta tartani. Kleomenész Hérodotosz szerint korábban élvezte már Iszagorasz vendégszeretetét, valamint annak feleségével is viszonyt folytatott.
Kleomenész segítségével el is űzte Kleiszthenészt, akinek bukásáért 700 család bűnhődött száműzetéssel. Kleiszthenész hívei azonban erélyes ostrom alá vették az Akropoliszt, a bennszorult spártaiakat pedig arra kényszerítették, hogy elvonuljanak, ami meg is történt, majd Iszagorasz 300 hívét ki is végezték. Ezt követően az Athénba visszatérő Kleiszthenészt arkhónná választották, Iszagorasz pedig elmenekült.